# Juan Manuel Lucero Campos
Juan Manuel Lucero Campos (Mendoza, 26 de maio de 1985) é um ex-futebolista argentino naturalizado chileno, que atuava como atacante. 

## Carreira

### Passagens por clubes chilenos
Em 2002 estreou pelo Coquimbo Unido. Em 2004 foi um dos maiores marcadores do clube ao lado de Marcelo Corrales, o que o levou a transferir-se, em 2005, para o Colo-Colo. Em 2006 retornou ao clube onde havia feito sua estreia.
Mais tarde, em 2008, atuou no primeiro semestre pelo Cobresal. Lá, não conseguiu uma boa sequência devido a constantes lesões. 

### Olimpia
No meio de 2008, transferiu-se para o Olimpia, onde foi titular na maioria dos jogos, mas continuou sofrendo com lesões. Não marcou muitos gols, mas se destacou dando muitas assistências, caindo nas graças da torcida.

### Colón
Em 2009 decidiu mudar de ares. Recebeu uma oportunidade que esperava há muito tempo: jogar no futebol argentino. Então, em julho, transferiu-se para o Colón. No Torneo Apertura 2009 jogou apenas três jogos (contra Vélez Sarsfield, Atlético Tucumán e Godoy Cruz). Teve mais uma lesão, e isto o impediu de ter uma sequência de jogos no campeonato. Depois de se recuperar de uma lesão na virilha, ele fez uma boa pré-temporada, recuperando o bom nível de antes da lesão.

### Cerro Porteño
No início de 2011 retornou ao Paraguai, mas agora para jogar pelo Cerro Porteño. Chegou às semifinais da Copa Libertadores da América de 2011, conquistando a admiração da torcida azul-grená.

### Portuguesa
No início de 2013 acertou sua primeira passagem pelo futebol brasileiro para defender a Portuguesa. Em sua chegada, demonstrou o ambicioso desejo de ser campeão pela Lusa. Logo em sua estreia, do dia 3 de março de 2013, Lucero fez uma ótima partida e marcou um gol na vitória da Lusa por 2x1 contra o Capivariano.

## Estatísticas

### Gols pela Portuguesa
Todos os gols de Lucero pela Portuguesa:
|    | Data               | Local                         | Placar      | Resultado   | Adversário  | Competição                |
| -- | ------------------ | ----------------------------- | ----------- | ----------- | ----------- | ------------------------- |
| 1. | 3 de março de 2013 | São Paulo, Estádio do Canindé | POR 1-1 CAP | POR 2-1 CAP | Capivariano | Paulistão 2013 - Série A2 |

Atualizadas em 4 de março de 2013.

## Títulos
Cerro Porteño
- Campeonato Paraguaio: Torneo Apertura 2012

Portuguesa
- Campeonato Paulista - Série A2: 2013